# János Gyulai Gaál
János Gyulai Gaál, AFI [jAnoŝ djulai gAl], segons l'ordre habitual en hongarès Gyulai Gaál János (Budapest, 28 d'abril de 1924 – Budapest, 12 de febrer de 2009) fou un compositor, violinista, pianista i director d'orquestra hongarès.

## Biografia
Va començar els seus estudis musicals a l'Escola de Música de Kaposvár i després a l'Acadèmia de Música Ferenc Liszt, on s'especialitzà en violí i piano. El 1941 va guanyar el primer premi a la competició Hubay de Debrecen. Va treballar com a violinista a l'Orquestra Simfònica de l'Estat Hongarès, i després va ser répétiteur del Teatre d'opereta de Budapest, on també tocava el violí i el piano si la situació ho requeria.
El 1956, va guanyar el tercer premi al concurs de música lleugera de la ràdio belga pel seu Concert per a piano núm. 1. El 1959 es va incorporar a Magyar Rádió, d'on en fou director musical (sovint també director d'orquestra). Aquí també va començar a treballar com a director i arranjador. Des de 1980 va ser membre extern de la Bayerischer Rundfunk de Múnic durant deu anys.
A més del seu treball en música clàssica (dos concert per a piano, un concert d'arpa, un concert per a violí, obres de música de cambra…) també va estar actiu en el camp de la música popular, i fins i tot la major part de la seva obra com a compositor se centra en aquesta darrer camp. A més de molts musicals, música de cinema i acompanyament escènic, va escriure la cançó guanyadora del Festival de la Cançó de Dansa de 1966 (Nem leszek a játékszered) interpretada per Kati Kovács. També va compondre la música d'acompanyament per a la versió escènica de l'obra de Károly Aszlányi Hét pofon, presentada al Teatre Karinthy i dirigida per Márton Karinthy (els versos van ser escrits per József Romhányi).
El seu germà Ferenc Gyulai-Gaál (Budapest, 22 de febrer de 1915 - 31 de gener de 1981) fou també compositor i director d'orquestra.